# Unofficial
「Unofficial」（アンオフィシャル）は、ピストルバルブの4枚目のシングル。2008年8月6日発売。発売元はR and C Ltd.。

## 解説
初回限定版はヨーロッパツアーでの「OEDO-808」を収録したDVD付き。

## 収録曲
1. Unofficial
（作詞:田中秀典　作曲:野間康介　編曲:田中直　ホーンアレンジ:ラム・アスカ）
テレビ東京系『スキバラ』8月度エンディングテーマ
「新宿7キャンプシアター〜2008・夏〜」テーマソング
2. 遠くに花火
（作詞:峯音＋ピストルバルブ　作曲・編曲:大川カズト　ホーンアレンジ:ラム・アスカ）
フジテレビ系『ザ・ベストハウス123』5代目エンディングテーマ（2008年7月‐2008年10月）
3. ワルスカ
（作詞:峯音＋ピストルバルブ　作曲:永田“zelly”健志　編曲:永田“zelly”健志＋ピストルバルブ　ホーンアレンジ:ラム・アスカ）
関西テレビ系『タナゴコロッジ』テーマソング